# Cliff Allison
Henry Clifford "Cliff" Allison (Brough, Engleska, 8. veljače 1932. – Brough, Engleska, 7. travnja 2005.) je bivši britanski vozač automobilističkih utrka.

## Karijera
Sin vlasnika automehaničarske radionice, školovao se na Appleby Grammar School sveučilištu. Uz to, Cliff je bio i odličan atletičar i jahač trkaćih konja. No unatoč svemu, rani doticaj s automobilima odredio je njegovo buduće zanimanje. 
Prvi bolid Cooper MK4 kupio je 1952. od novaca koje je godinama dobivao kao nagrade za pobjede na utrkama trkaćih konja. U Cooperu pobjeđuje na utrci u Charterhallu 1955. Njegove nastupe zapazio je Colin Chapman, te ga pozvao u Lotus. S Lotusom i Keithom Hallom kao momčadskim kolegom, završava na 14. mjestu na čuvenoj utrci 24 sata Le Mansa 1957., no u svojoj klasi S750, Hall i Allison su najbolji. Te godine upisuje dvije pobjede na stazi Brands Hatch u dvije različite kategorije. Sljedeće 1958., s Chapmanom vozi utrku 12 sati Sebringa i završava na 6. mjestu.
Iste sezone upisuje prve nastupe u Formuli 1 s Lotusom. Nakon dva 6. mjesta u Monaku i Zandvoortu, Allison na Velikoj nagradi Belgije na Spa-Francorchampsu osvaja 4. mjesto i prve bodove u Formuli 1. Bili su to ujedno i prvi bodovi za Lotus u Formuli 1. Do kraja sezone Lotus i Allison, s kojim su vozili Graham Hill i Alan Stacey, nisu više osvajali bodove.
Sljedeće 1959. napušta Lotus i odlazi u Ferrari, gdje su mu močadski kolege Tony Brooks, Jean Behra, Phil Hill, Olivier Gendebien, Dan Gurney i Wolfgang von Trips.
Od pet utrka koliko ih je odvozio te sezone, na tri je odustao, a samo na Velikoj nagradi Italije na Monzi, dolazi do bodova završivši utrku na 5. mjestu.

## Rezultati u Formuli 1
| Sezona | Momčad                         | Šasija                      | Motor                 | Utrke | Pobjede | Podiji | Bodovi | Plasman |
| ------ | ------------------------------ | --------------------------- | --------------------- | ----- | ------- | ------ | ------ | ------- |
| 1958.  | Team Lotus Scuderia Centro Sud | Lotus 12 / 16 Maserati 250F | Climax L4 Maserati L6 | 9     | 0       | 0      | 3      | 18.     |
| 1959.  | Scuderia Ferrari               | Ferrari Dino 156 / 246      | Ferrari V6            | 5     | 0       | 0      | 2      | 17.     |
| 1960.  | Scuderia Ferrari               | Ferrari Dino 246            | Ferrari V6            | 2 (1) | 0       | 1      | 6      | 13.     |
| 1961.  | UDT-Laystall Racing Team       | Lotus 18                    | Climax L4             | 2 (1) | 0       | 0      | 0      | —       |

## Pobjede
| Godina | Datum        | Utrka                 | Staza         | Bolid          | Momčadski kolega | Klasa |
| ------ | ------------ | --------------------- | ------------- | -------------- | ---------------- | ----- |
| 1955.  | 10. srpnja   | National Charterhall  | Charterhall   | Cooper 500     | nitko            | —     |
| 1956.  | 20. svibnja  | National Brands Hatch | Brands Hatch  | Lotus 11       | nitko            | S1.2  |
| 1957.  | 19. svibnja  | National Brands Hatch | Brands Hatch  | Lotus 11       | nitko            | S2.0  |
| 1957.  | 5. kolovoza  | National Brands Hatch | Brands Hatch  | Lotus 11       | nitko            | S1.1  |
| 1957.  | 18. kolovoza | Roskilde Grand Prix   | Roskilde Ring | Lotus 11       | nitko            | S1.5  |
| 1960.  | 19. svibnja  | 1000 km Buenos Aires  | Buenos Aires  | Ferrari 250 TR | Phil Hill        | S3.0  |

## Vanjske poveznice
- Cliff Allison Racing Reference
- Cliff Allison Racing Sports Cars